# Dendrobates tinctorius
Dendrobates tinctorius, in het Nederlands ook bekend onder de naam schilderskikker, is een giftige kikker uit de familie pijlgifkikkers (Dendrobatidae). De soort werd voor het eerst wetenschappelijk beschreven door Johann Gottlob Schneider in 1799. Oorspronkelijk werd de wetenschappelijke naam Rana tinctoria gebruikt.
De soortaanduiding tinctorius betekent geverfd, en slaat op de vermeende gewoonte van indianen om met de huidafscheiding veren te verven, deze zouden dan een rode kleur krijgen. Het verhaal is echter nooit bevestigd. Een bekende variatie is de blauwe pijlgifkikker.

## Algemeen
De soort komt voor in Suriname, Guyana, Frans-Guyana en Brazilië. De habitat bestaat uit warme tropische regenwouden in laaggelegen gebieden. Veel Surinaamse exemplaren leven langs de rivieren. In Suriname noemen de bewoners van de binnenlanden de kikker: Okopipi. Het is een bodembewoner die tussen de bladeren naar voedsel zoekt; bij sommige voedselbronnen als omgevallen bomen zijn de kikkers soms massaal te zien. Op het menu staan kleine insecten als vliegjes en kevertjes, en veel vijanden heeft Dendrobates tinctorius niet vanwege de giftige huidafscheiding.
Zoals alle pijlgifkikkers heeft het dier een wat pad-achtige, gedrongen verschijning, maar een gladde huid. Het is met 3,5 tot 7 centimeter een van de grotere soorten pijlgifkikkers, vrouwtjes worden iets groter dan mannetjes.
De kleuren van deze soort variëren sterk per leefgebied; In Frans-Guyana leven, in verhouding tot de andere landen, veel geelzwarte getekende dieren. Een van de meeste tot de verbeelding sprekende is wellicht de Azureus, een compleet blauw gekleurde kikker. Voorheen als een aparte soort aangeduid maar recent onderzoek toont aan dat deze kikker een kleurvariant is van Dendrobates tinctorius.

### Galerij: verschillende kleurvariaties

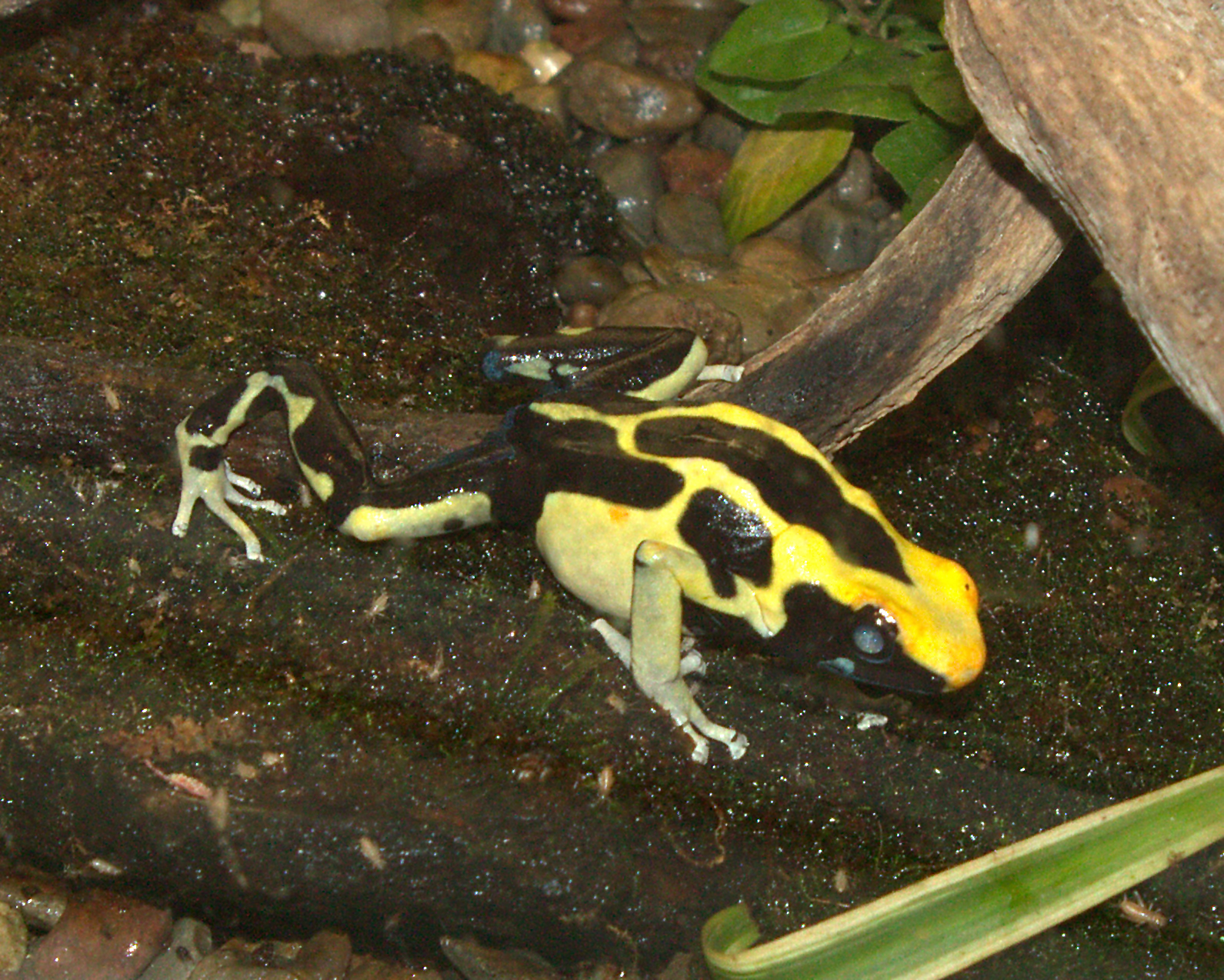
Dendrobates tinctorius morph.
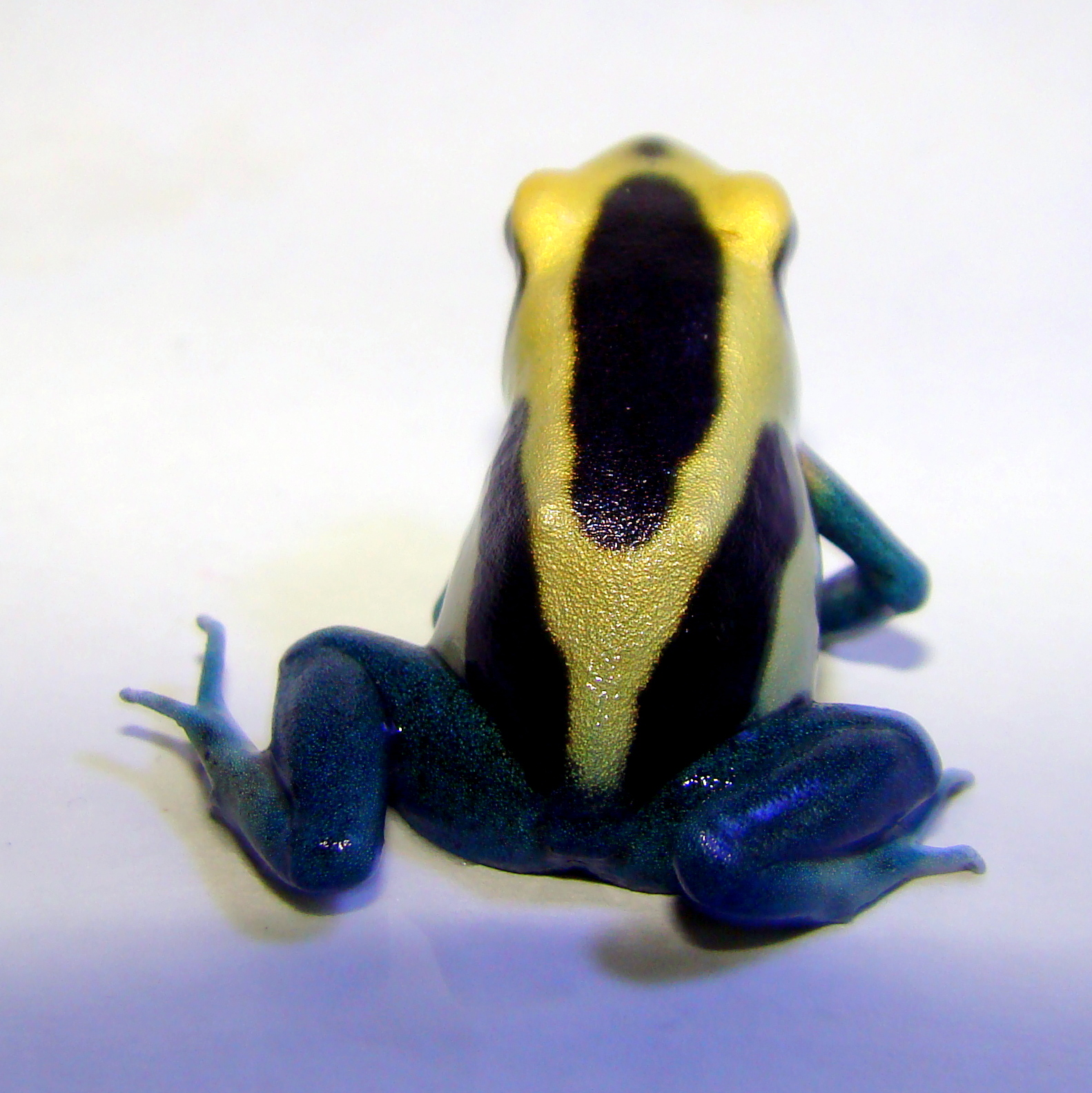
Dendrobates tinctorius
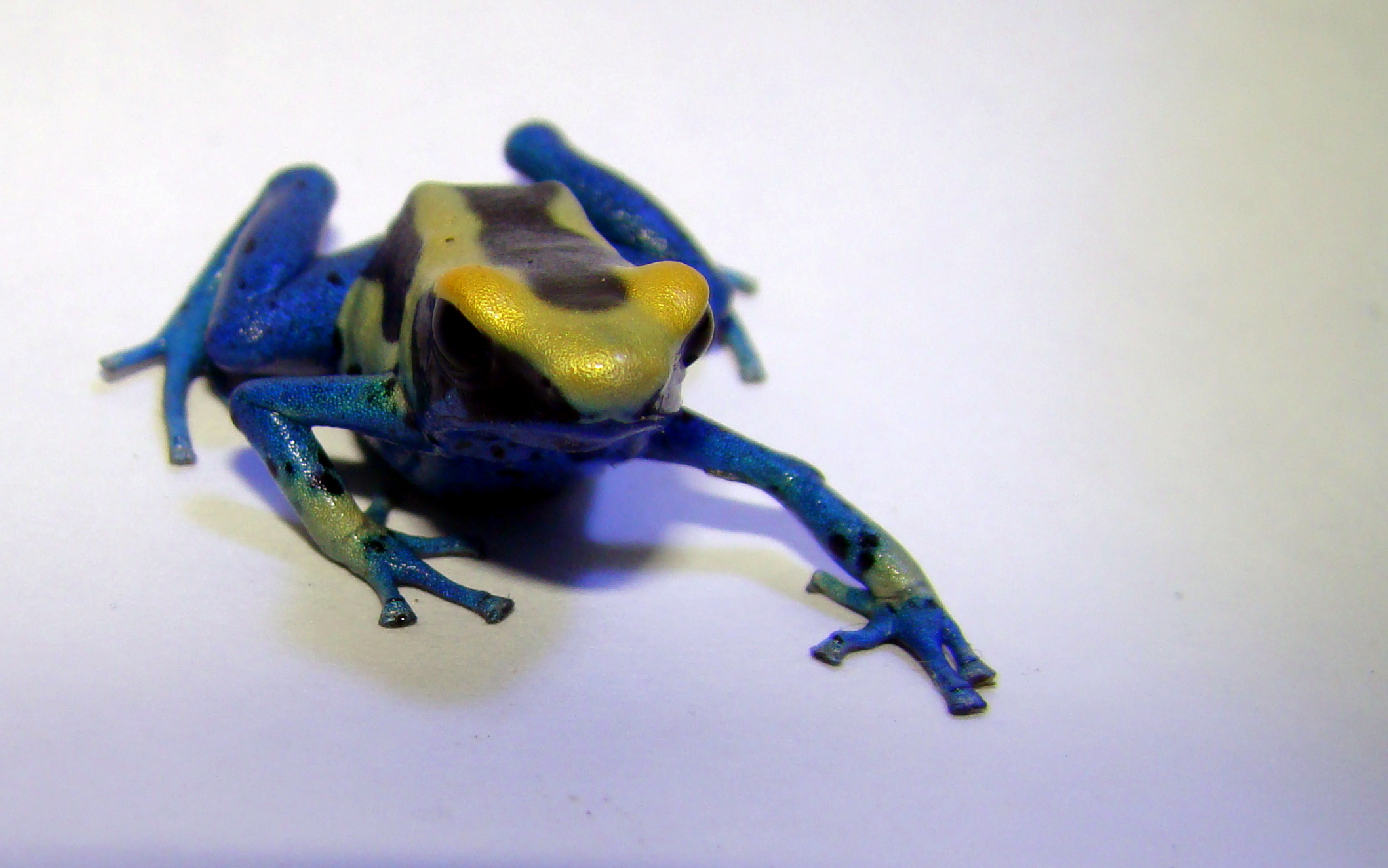
Dendrobates tinctorius
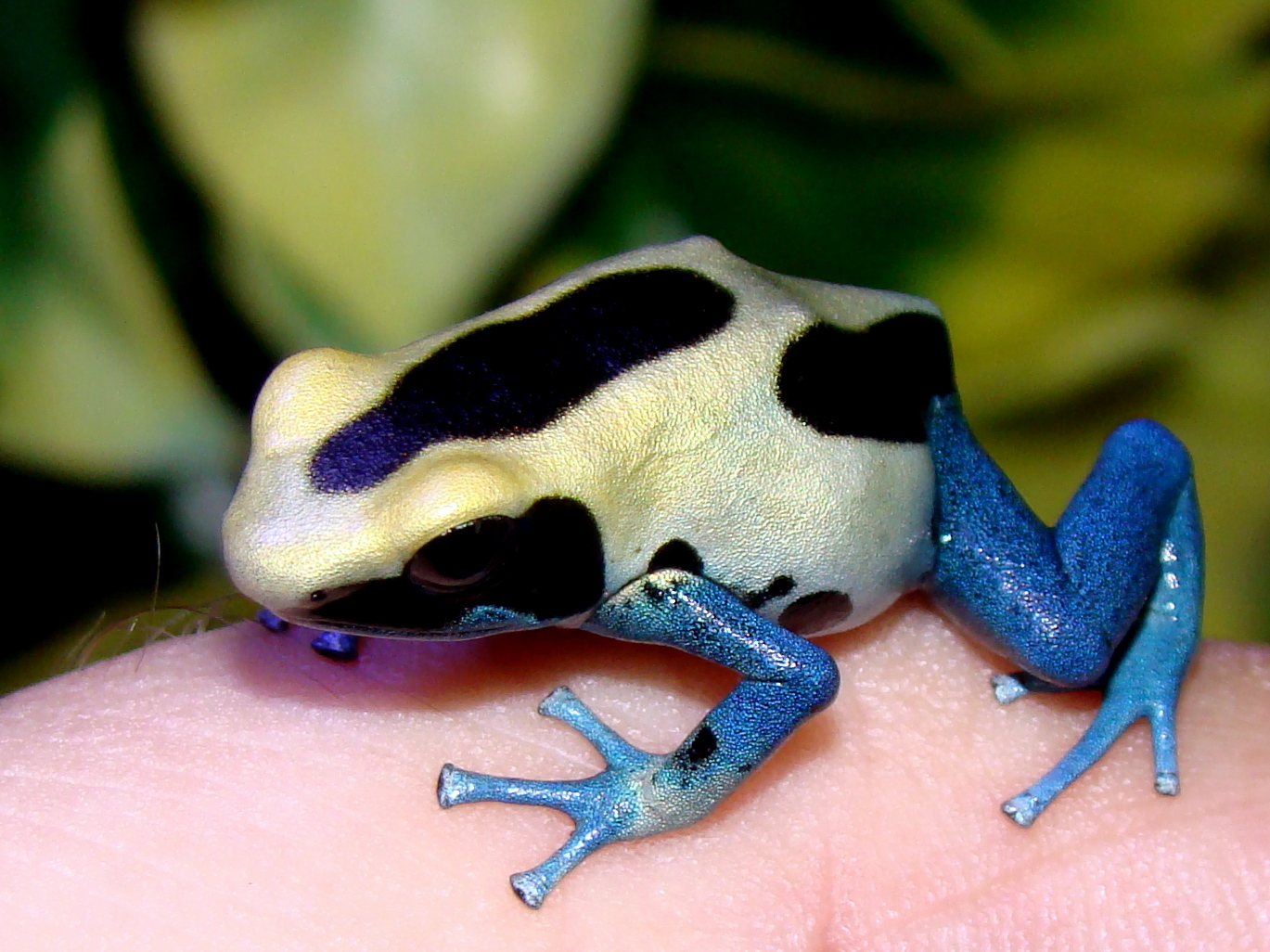
Dendrobates tinctorius var. Patricia (jong vrouwtje)
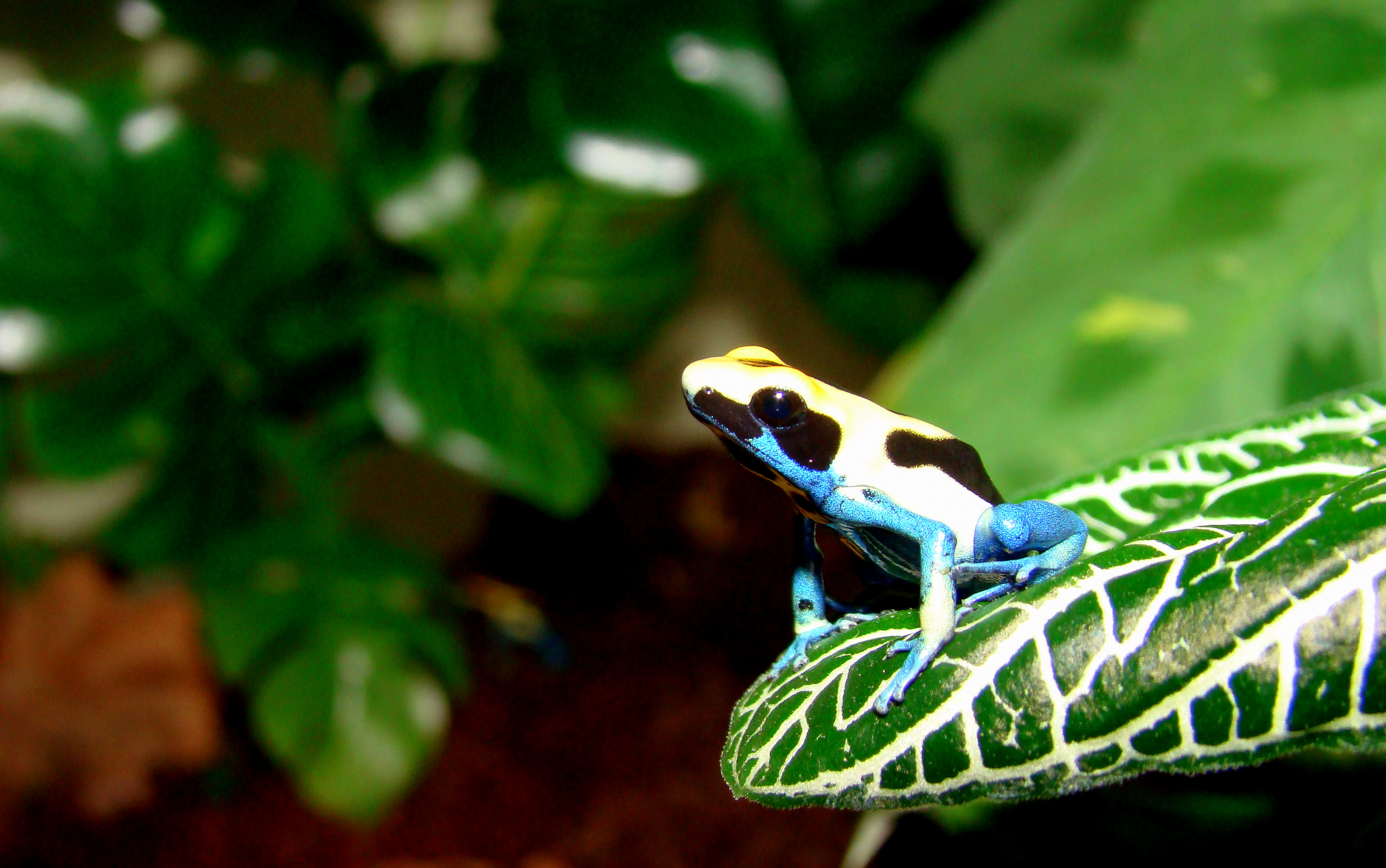
Dendrobates tinctorius var. Patricia (man)
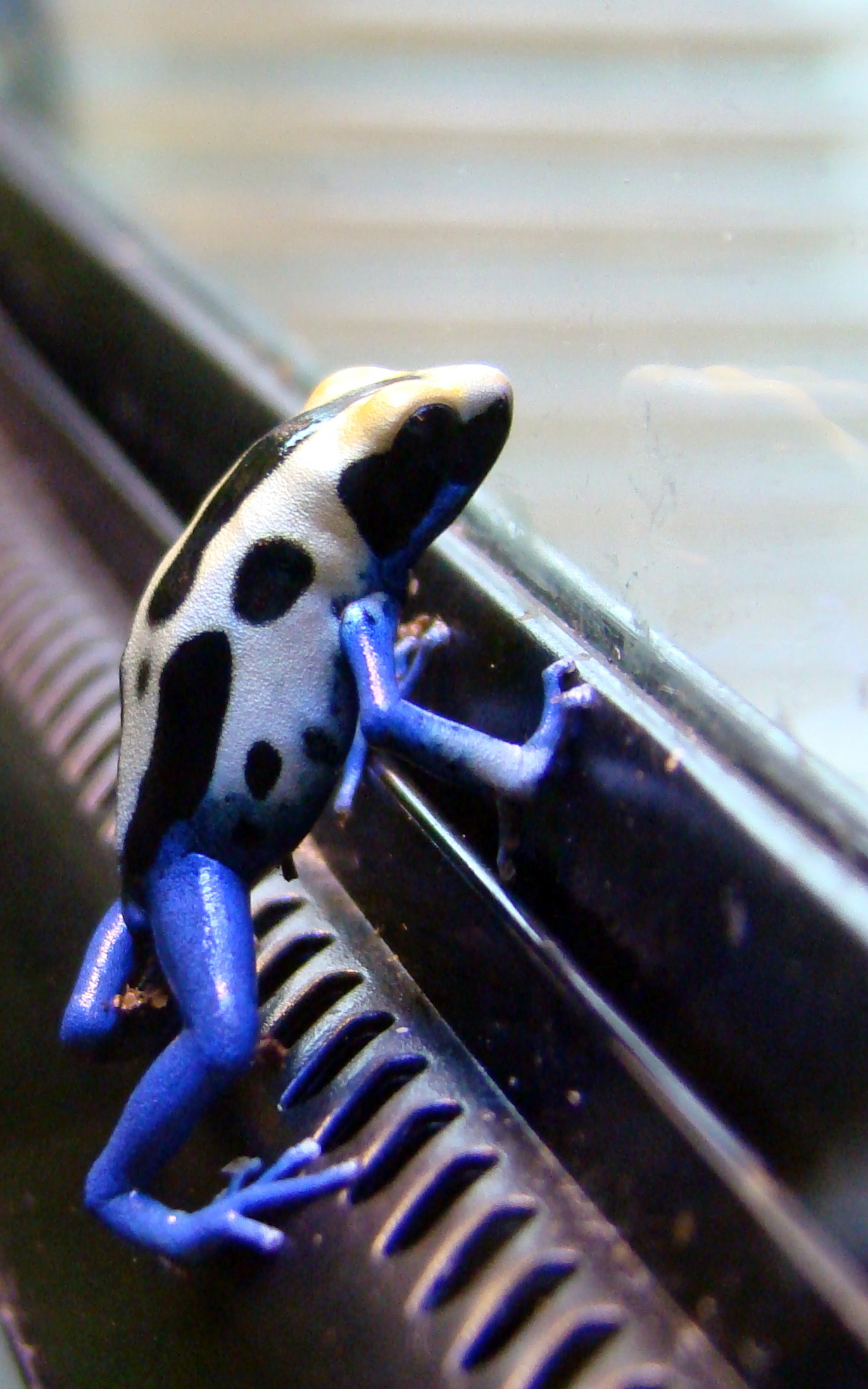
Dendrobates tinctorius var. Cobalt (man)
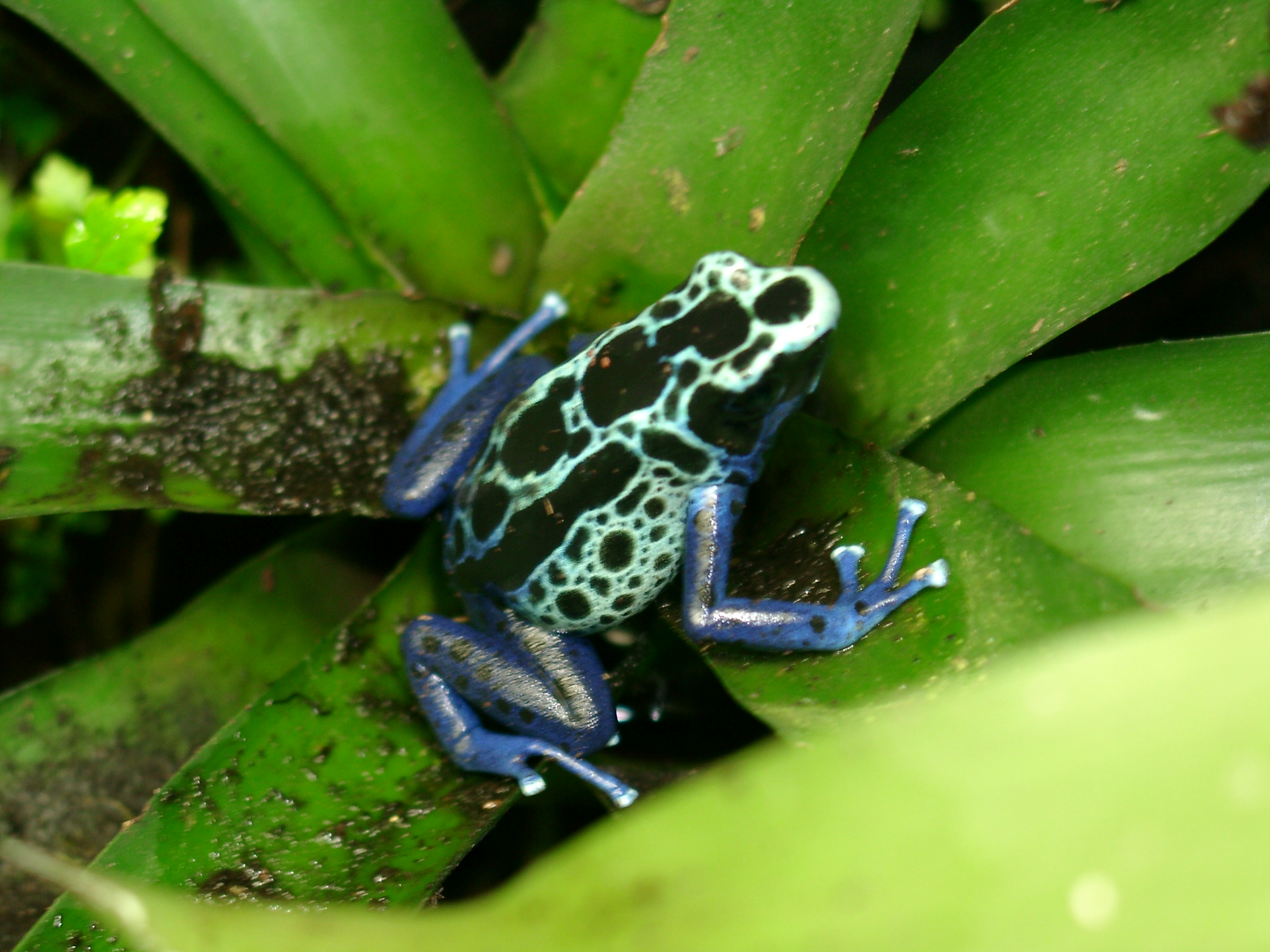
Dendrobates tinctorius var. New River / Blue Sipaliwini / Kutari River'
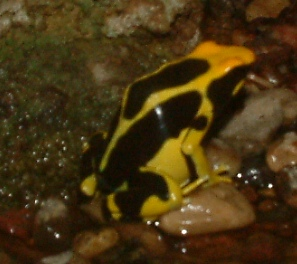
Dendrobates tinctorius var. Regina
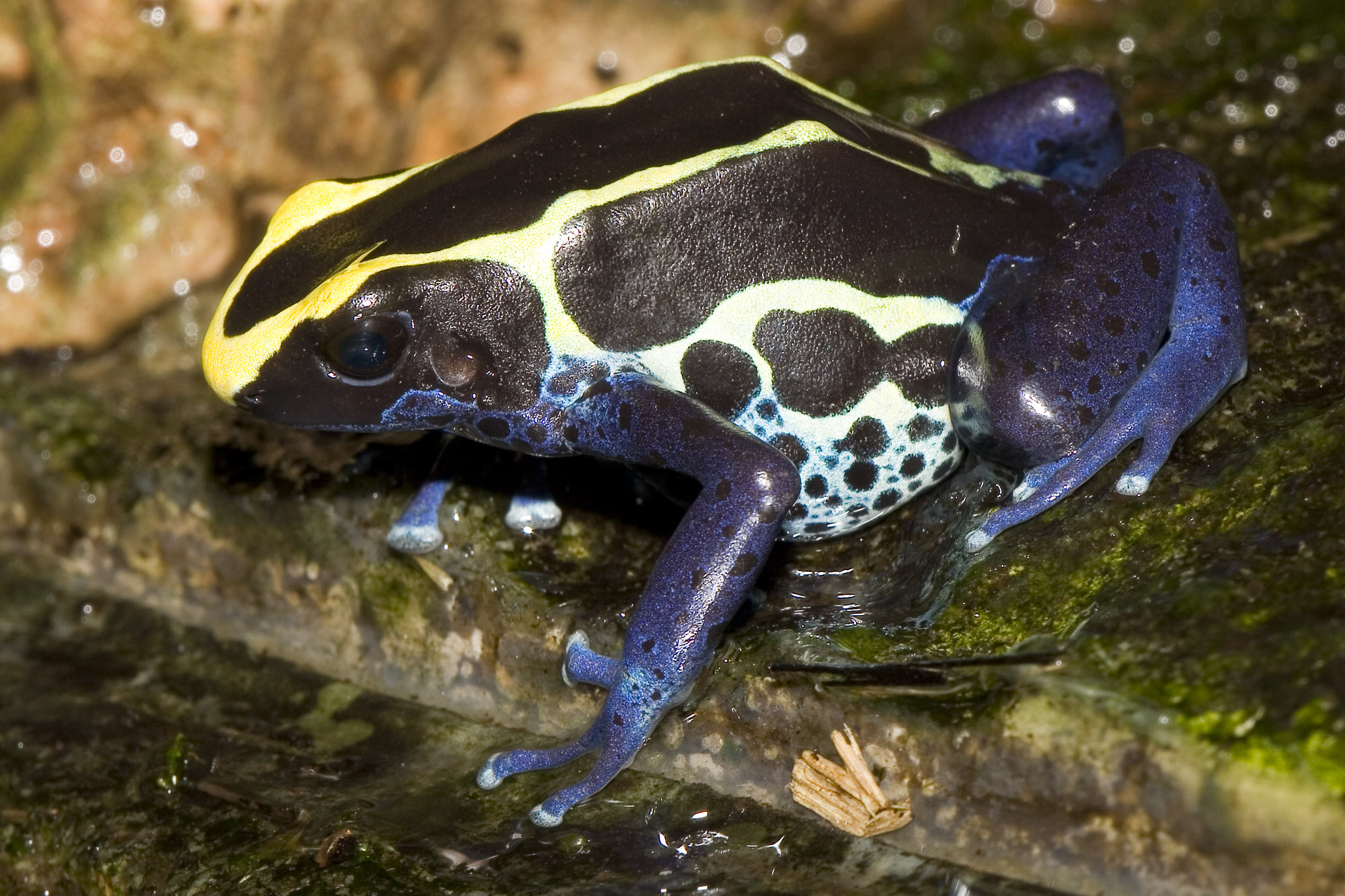
Dendrobates tinctorius tinctorius
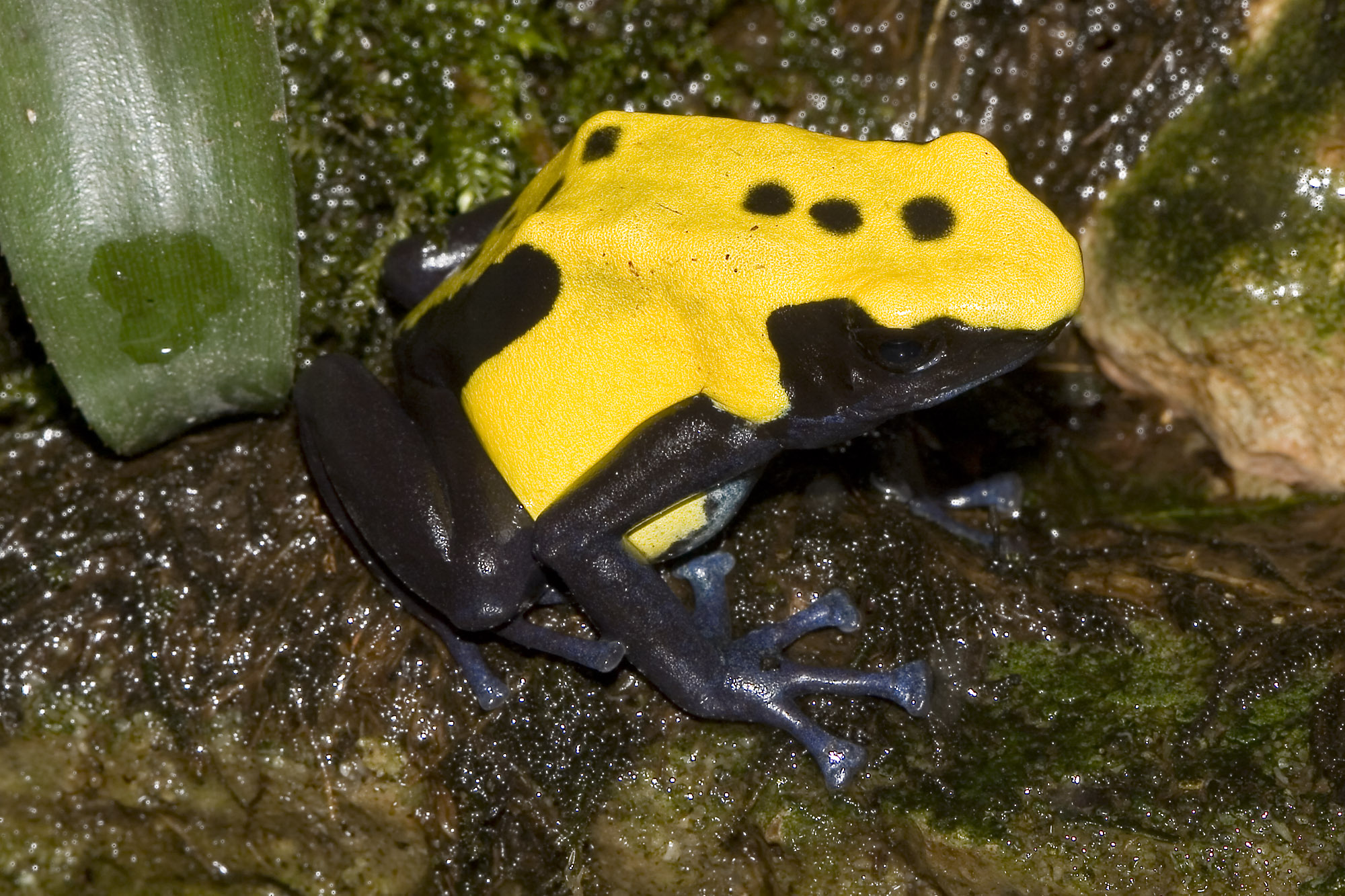
Dendrobates tinctorius var. 'Citronella'
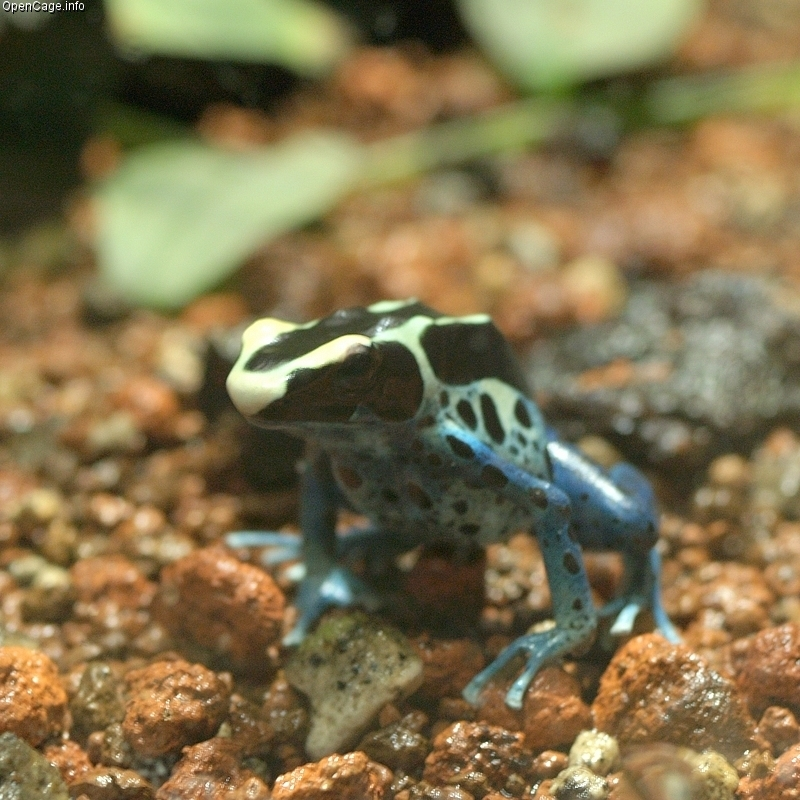
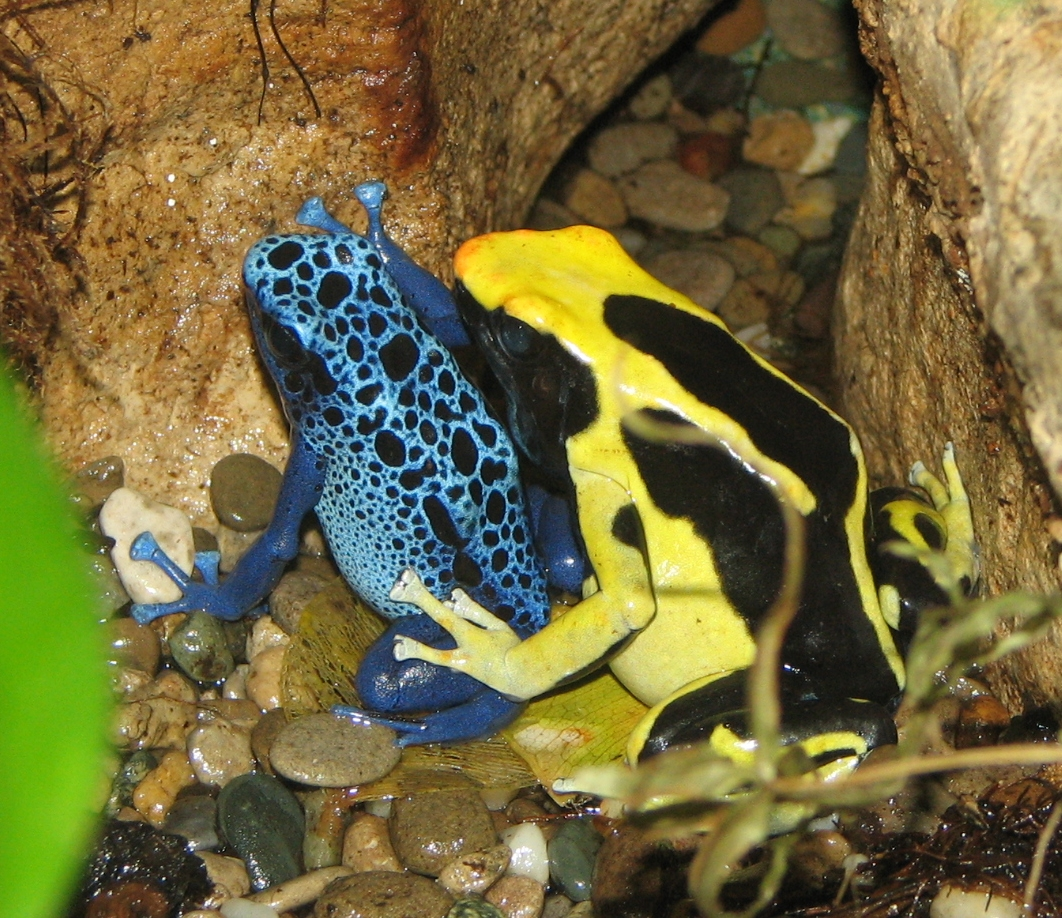
Dendrobates tinctorius var. Azureus (links) en Dendrobates tinctorius var. Regina (rechts)
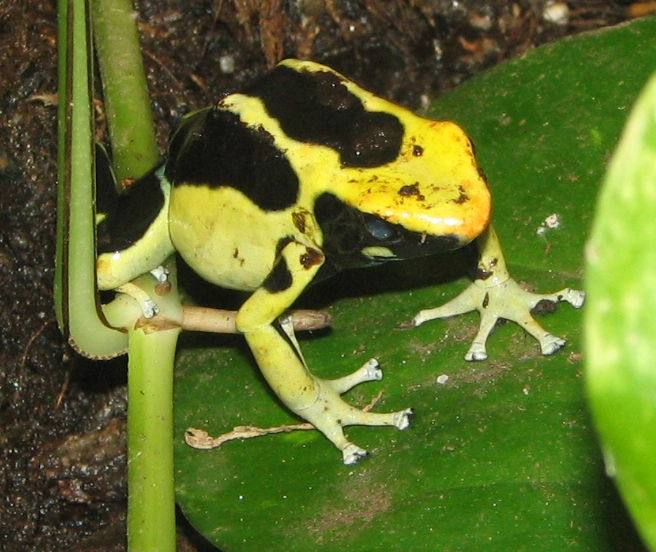
Dendrobates tinctorius var. Regina
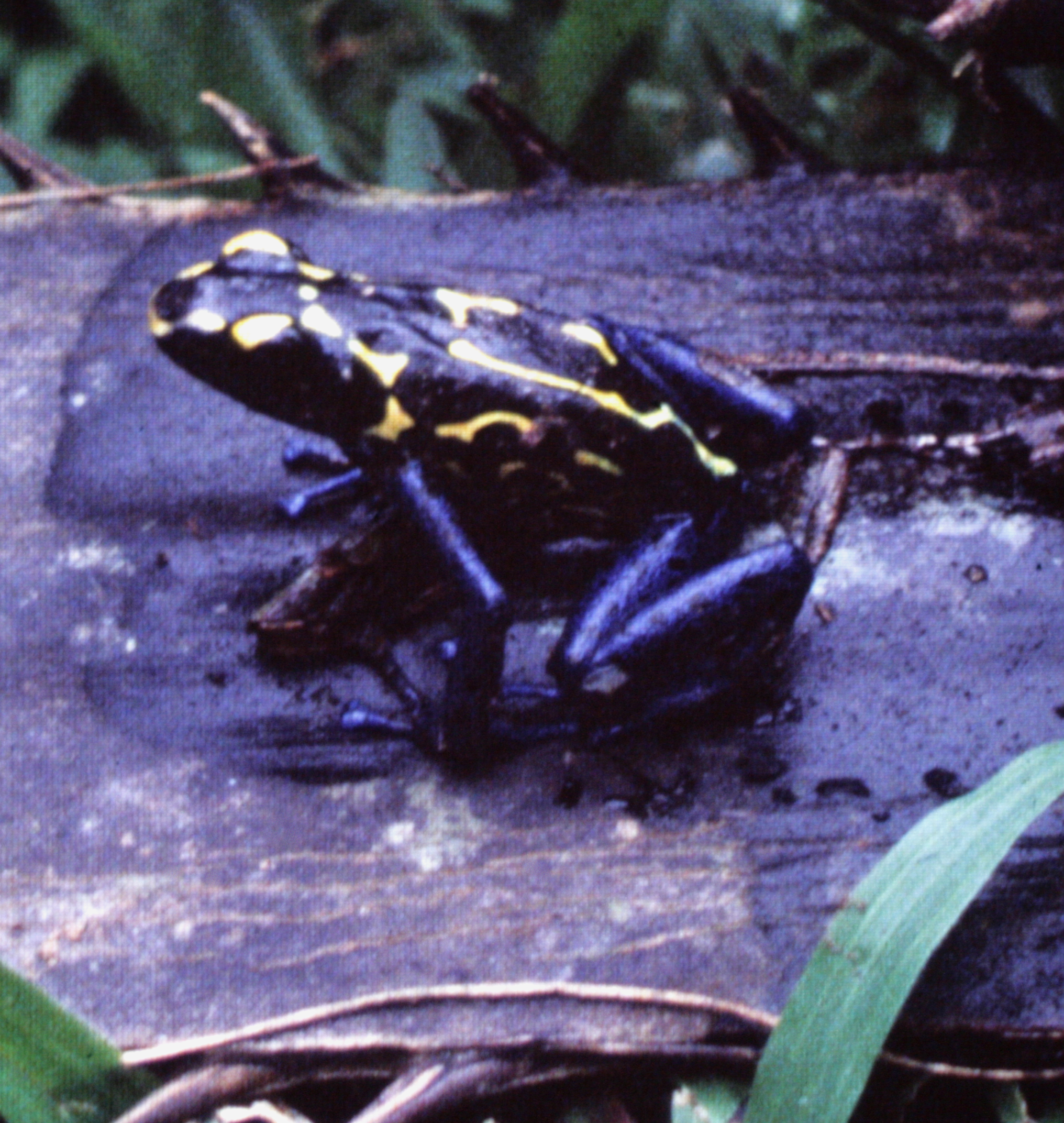
Dendrobates tinctorius, Suriname.
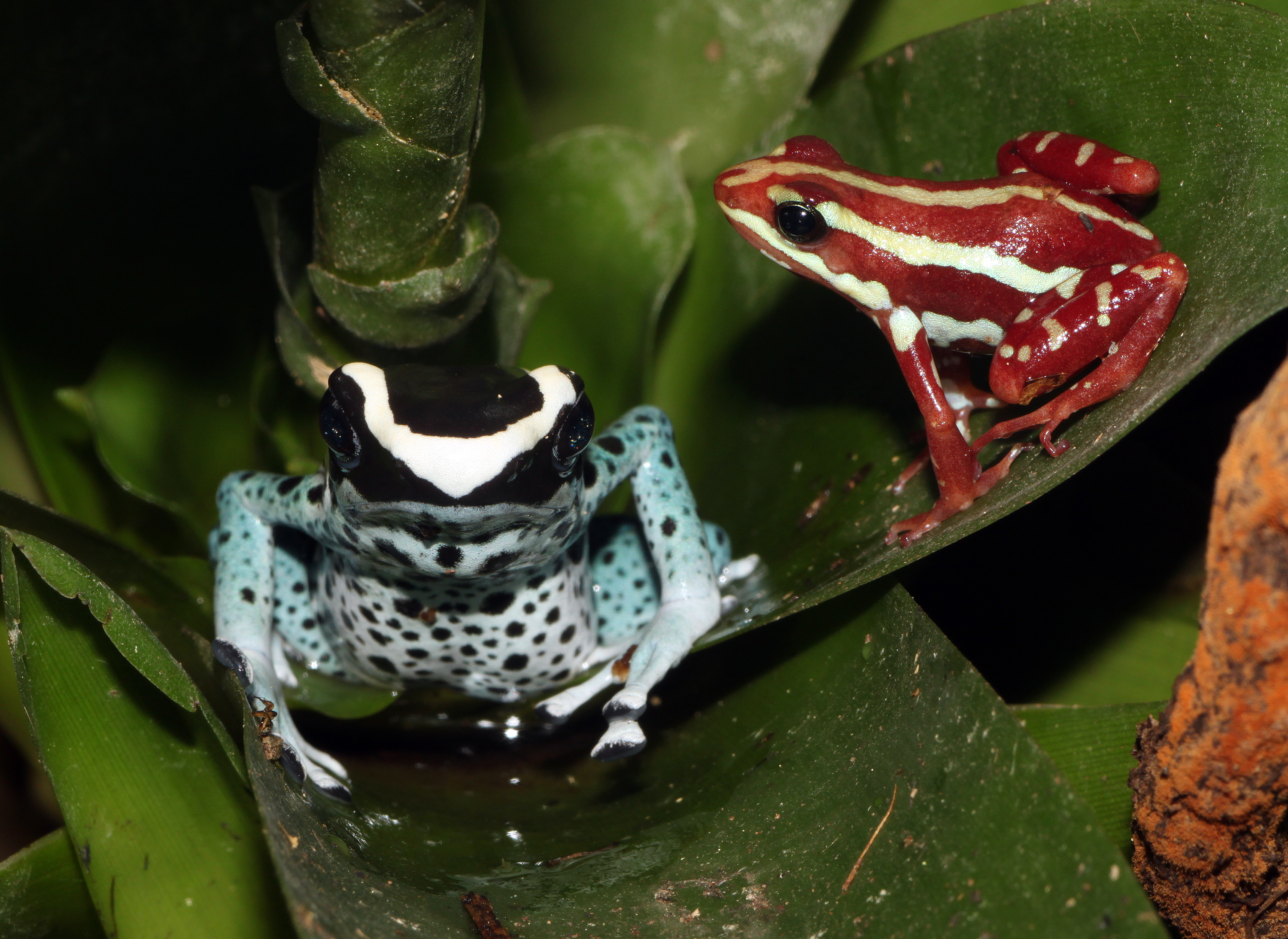
Dendrobates tinctorius var. Powderblue (links) & Epipedobates anthonyi (rechts)